# Máy con ve

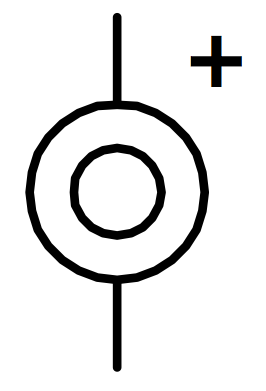
Ký hiệu điện của máy con ve

Máy con ve là một thiết bị phát ra âm thanh, có thể là thiết bị sử dụng cơ, cơ điện tử hoặc áp điện. Máy con ve thường được sử dụng như thiết bị báo thức, đồng hồ bấm giờ, hay các thiết bị phát âm thanh báo khi nhấp chuột hay đánh bàn phím.

## Lịch sử

### Cơ điện tử
Máy con ve điện tử được Joseph Henry phát minh năm 1861. Nó ban đầu được sử dụng làm chuông cửa sau đó vào thập niên 30 của thế kỷ XX được chuyển sang dùng trong các ống nhạc nhờ có âm điệu mềm mại hơn.